# 巴纳特共和国
巴纳特共和国（羅馬尼亞語：Republica Bănăţeană，羅馬化：Banatska republika)是一个短命的国家，在1918年11月1日（奥匈帝国解体之际）正式宣布成立 。它只被匈牙利民主共和国承認。同年11月15日，该国被邻国塞尔维亚侵略。次年，其领土主要被塞尔维亚人、克罗地亚人和斯洛文尼亚人王国和羅馬尼亞王國瓜分。

## 起源
巴纳特是一塊在潘诺尼亚平原的天然地理区域。1552年起，它成為奥斯曼帝国的一個省，被命名為the Eyalet of Temeşvar。 1718 Passarowitz条约后，该地区成为哈布斯堡的一個省，被叫做the Banat of Temeswar。这个省在1778年被废除。

## 歷史
1918年10月31日，居住在巴纳特地区的少数民族建立军事委员会，這些少数民族為：罗马尼亚人、匈牙利人、德国人、犹太人和塞尔维亚人。